# Стенел (син на Персей)
Стенел е син на Персей и Андромеда.
След като брат му Електрион е убит случайно от Амфитрион, Амфитрион става цар на Микена. Стенел не допуска това и изгонва Амфитрион и съпругата му – Алкмена от Микена. После Стенел се утвърждава на престола.
След смъртта му има двама претенденти за трона синът му – Евристей и Херакъл. Хера отсъжда победа за Евристей, който става новият цар на Микена.